# Sioux Falls Arena
 (mars 2023).
La Sioux Falls Arena est une salle omnisports à Sioux Falls (Dakota du Sud). Ses locataires sont le Storm de Sioux Falls (United Indoor Football) et le Stampede de Sioux Falls (United States Hockey League).
Sa capacité est de 8 000 places pour le basket-ball et 4 800 pour le hockey sur glace. Elle a accueilli le Skyforce de Sioux Falls (NBA Development League) jusqu'en 2013, avant son déménagement au Sanford Sports Pentagon.